# 王紀澤
王紀澤（1900年—1982年），中國著名集郵家、郵學家。王氏曾在北京、天津等各地銀行擔任重要職務。1921年，王紀澤受到一名小學老師的啓發，開始接觸集郵活動。19年之後，王氏開始專集清朝紅印花加蓋暫作郵票，渠同時對紅印花郵票展開一連串的研究，成果豐碩；是集郵界公認的紅印花專家之一。